# Exochaenium hockii
Exochaenium hockii är en gentianaväxtart som först beskrevs av De Wild., och fick sitt nu gällande namn av Kissling. Exochaenium hockii ingår i släktet Exochaenium och familjen gentianaväxter. Inga underarter finns listade i Catalogue of Life.